# Macrothele monocirculata
Macrothele monocirculata là một loài nhện trong họ Hexathelidae. Loài này phân bố ở Trung Quốc.